# Daniel Jańczuk
Daniel Jańczuk (ur. 3 czerwca 1952 w Nurze) – polski lekkoatleta, średnio- i  długodystansowiec.

## Osiągnięcia
Wystąpił w biegu na 1500 metrów na mistrzostwach Europy w 1974 w Rzymie, ale odpadł w eliminacjach. Na halowych mistrzostwach Europy w 1976 w Monachium zajął 6. miejsce na tym dystansie. W finale Pucharu Europy w 1981 w Zagrzebiu zajął 7. miejsce w biegu na 5000 metrów, a wcześniej w półfinale PE był drugi w tej konkurencji.
Zwyciężył w biegu na 5000 metrów w Mistrzostwach Armii Zaprzyjaźnionych w 1979 w Poczdamie. Wygrał główny bieg memoriałowy Memoriału Janusza Kusocińskiego w 1980 na dystansie 5000 metrów.
Był mistrzem Polski w biegu przełajowym na 7 km w 1980 i na 10 km w 1981, wicemistrzem Polski w biegu na 1500 metrów w 1976, biegu na 5000 metrów w 1979 i 1981, w biegu na 10 000 metrów w 1980 i 1983 oraz w biegu przełajowym na 7 km w 1979, a także brązowym medalistą w biegu na 1500 m w 1972 i 1974 oraz w biegu na 10 000 m w 1979. Był również halowym mistrzem Polski na 1500 metrów w 1976 i wicemistrzem w 1977.
W latach 1973–1981 startował w ośmiu meczach reprezentacji Polski (9 startów), bez zwycięstw indywidualnych. Był zawodnikiem Lumelu Zielona Góra i Śląska Wrocław.

## Rekordy życiowe
źródła::
- bieg na 800 metrów – 1:48,4 s. (28 sierpnia 1974, Spała)
- bieg na 1000 metrów – 2:20,4 s. (20 sierpnia 1974, Spała)
- bieg na 1500 metrów – 3:39,70 s. (26 czerwca 1976, Bydgoszcz)
- bieg na 3000 metrów – 7:53,4 s. (7 września 1979, Bratysława) - 17. wynik w historii polskiej lekkoatletyki[10]
- bieg na 5000 metrów – 13:39,35 s. (24 czerwca 1981, Londyn) - 18. wynik w historii polskiej lekkoatletyki[10]
- bieg na 10 000 metrów – 28:55,58 s. (12 sierpnia 1979, Poznań)